# Bernard III (książę Saksonii-Meiningen)
Bernard III Friedrich Wilhelm Albert Georg (ur. 1 kwietnia 1851 w Meiningen, zm. 16 stycznia 1928 tamże) – ostatni książę panujący w Saksonii-Meiningen i Hildburghausen (od 25 czerwca 1914 do 10 listopada 1918). Pochodził z rodu Wettynów.

## Życie i działalność
Urodził się jako najstarszy syn następcy tronu Saksonii-Meiningen-Hildburghausen księcia Jerzego (od 1866 monarchy panującego jako Jerzy II) i jego pierwszej żony księżnej Charlotty Fryderyki. W księstwie tym panował wówczas jego dziadek książę Bernard II.
W roku 1867 Bernard został porucznikiem podporucznika kawalerii w Saksońsko-Meiningeńskim Regimencie Piechoty. W 1869 podjął studia w Heidelbergu na kierunku filologia klasyczna. W stopniu oficera ordynansa w 6. Turyngeńskim Pułku Piechoty nr 96 oraz w 6. Pułku Kawalerii brał udział w wojnie francusko-niemieckiej, z której powrócił w roku 1871 wspólnie ze swoim ojcem księciem Jerzym II. Następnie kontynuował studia na uniwersytecie w Lipsku. Jego macocha Feodora w wieku 32 lat zmarła przedwcześnie, tego samego dnia, co jego rodzona matka – 30 marca 1872 roku. Po ukończeniu studiów w roku 1873, Bernard – w celu uzyskania wykształcenia wojskowego – wstąpił w szeregi armii pruskiej do doborowego pułku fizylierów w Berlinie.
Bernard interesował się bardzo językiem nowogreckim, był autorem oraz tłumaczem kilku dzieł, w tym Schillera. W latach 1873–1894 odbył liczne podróże do Grecji i Azji Mniejszej, zwiedzając tam wykopaliska oraz nawiązując kontakt ze znanymi archeologami. W tej dziedzinie został mu nadany przez uniwersytet w Atenach tytuł „Filhellenisty”/ Przyjaciela Greków oraz wieniec laurowy a w roku 1912 tytuł doktora honoris causa przez Uniwersytet Wrocławski.
Bernard poślubił w dniu 18 lutego 1878 w Poczdamie pruską księżniczkę Charlottę (1860–1919), młodszą siostrę późniejszego cesarza Niemiec Wilhelma II, i tym samym został członkiem rodziny cesarskiej. Z tego małżeństwa pochodziła jedna córka, Feodora (1879–1945), zamężna od 1898 z Heinrichem XXX, księciem Reuß zu Köstritz (1864–1939). W 1882 Bernard został przeniesiony do sztabu generalnego i zamieszkał w pałacu Charlottenburg. W 1889 został mianowany generałem brygady, a w roku 1891 generałem dywizji. Od grudnia 1893 stałą siedzibą następcy tronu Bernarda oraz jego małżonki następczyni tronu księżniczki Charlotte został Wielki Pałac (Pałac następcy tronu) w Meiningen.
Po śmierci ojca, który zmarł w dniu 25 czerwca 1914 roku w wieku 88 lat i po 48 latach panowania, na kilka dni przed zamachem w Sarajewie (28 czerwca 1914), przejął rządy w państwie mianując się Bernardem III, „wiecznym” spadkobiercą, mając wtedy 63 lata. Reprezentując konserwatywno-pruskie przekonania stał się z czasem mało popularny w tym będącym aż do dzisiaj liberalnym kraju. Po rozpoczęciu I wojny światowej Bernard przekazał zarząd nad państwem swej małżonce Charlotte, która teraz sprawowała rządy nad krajem jako księżna, a sam udał się na front, aby nadzorować oddziały wojskowe z Meiningen, jak też fortyfikacje wojskowe.
Po klęsce Cesarstwa w I wojnie światowej i wybuchu rewolucji listopadowej w 1918 podobnie jak wszyscy niemieccy monarchowie został zmuszony do abdykacji.

## Odznaczenia
Bernard III otrzymał wiele odznaczeń, między innymi:
- Order Orła Czarnego na łańcuchu (Prusy)
- Komtur Orderu Hohenzollernów (Prusy)
- Krzyż Żelazny II klasy (Prusy)
- Order Bertholda I (Badenia)
- Krzyż Zasługi Wojskowej II klasy (Meklemburgia)
- Krzyż Wielki Orderu Ernestyńskiego z mieczami (Saksonia)
- Medal Zasługi Wojskowej (Schaumburg-Lippe)
- Kawaler Krzyża Wielkiego Orderu Świętych Maurycego i Łazarza (Włochy)
- Krzyż Wielki Orderu Świętego Stefana (1887, Austro-Węgry)[3]
- Order Świętego Jerzego IV klasy (Imperium Rosyjskie)